# Sophie Boilley
Sophie Boilley (* 18. Dezember 1989) ist eine ehemalige französische Biathletin.

## Werdegang
Sophie Boilley bestritt ihre ersten internationalen Junioren-Europacup-Rennen 2006 in Obertilliach. 2007 und 2008 erreichte sie vier Podiumsplatzierungen, ein Rennen in der heimischen Haute-Maurienne gewann sie. Ihre erste Junioren-Weltmeisterschaft lief Billey 2008 in Ruhpolding und war dabei sehr erfolgreich. Im Einzel wurde sie Sechste, im Sprint Fünfte, Vierte mit der Staffel und gewann in der Verfolgung hinter Janin Hammerschmidt die Silbermedaille. Auch die Junioren-WM 2009 in Canmore brachte erneut Erfolge. Im Einzel wurde sie nur 24., die restlichen drei Rennen beendete sie auf einstelligen Rängen: Vierte im Staffelrennen, Bronzemedaillengewinnerin im Sprint und Siebte in der Verfolgung. 2010 gewann sie in Torsby hinter Maren Hammerschmidt Silber im Sprint, im Verfolgungsrennen gewann sie den Titel.

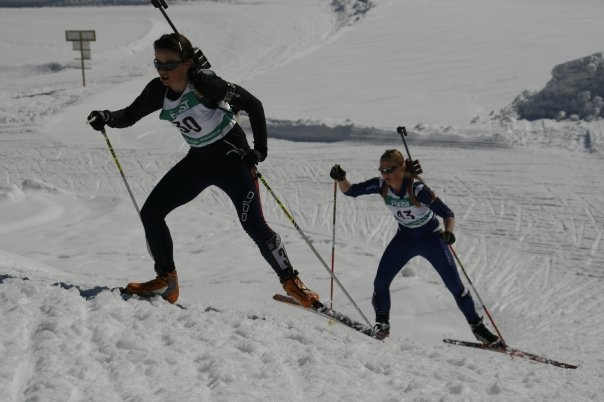
Sophie Boilley vor Amanda Lightfoot beim IBU-Cup 2009 in Ridnaun

Im Frauen-Bereich debütierte Boilley 2008 in Hochfilzen im Biathlon-Weltcup und wurde 58. des Einzels und 50. im Sprintrennen. Nach der Junioren-WM wurde die junge Französin bei den Biathlon-Europameisterschaften 2009 eingesetzt. Im Sprint wurde sie Achte, in der Verfolgung Elfte und gemeinsam mit Marine Bolliet, Marion Blondeau und Marine Dusser als Schlussläuferin der Staffel Vierte. Zum Auftakt des Weltcups 2010/2011 wurde Boilley in Östersund 30. im Einzel und gewann damit ihre ersten Weltcup-Punkte. In Presque Isle belegte Boilley im weiteren Verlauf der Saison bei einem Sprintrennen mit Rang acht und Platz sieben im folgenden Verfolger ihre mit Abstand bestes Weltcup-Resultate und erreichte zugleich erstmals Platzierungen unter den besten Zehn im Weltcup.
2015 gab sie ihren Rücktritt vom aktiven Biathlonsport bekannt.

## Weltcup-Platzierungen
Die Tabelle zeigt alle Platzierungen (je nach Austragungsjahr einschließlich Olympische Spiele und Weltmeisterschaften).
- 1.–3. Platz: Anzahl der Podiumsplatzierungen
- Top 10: Anzahl der Platzierungen unter den ersten zehn (einschließlich Podium)
- Punkteränge: Anzahl der Platzierungen innerhalb der Punkteränge (einschließlich Podium und Top 10)
- Starts: Anzahl gelaufener Rennen in der jeweiligen Disziplin

| Platzierung          | Einzel | Sprint | Verfolgung | Massenstart | Staffel | Gesamt |
| -------------------- | ------ | ------ | ---------- | ----------- | ------- | ------ |
| 1. Platz             |        |        |            |             |         |        |
| 2. Platz             |        |        |            |             |         |        |
| 3. Platz             |        |        |            |             | 1       | 1      |
| Top 10               |        | 1      | 1          |             | 2       | 4      |
| Punkteränge          | 1      | 5      | 3          |             | 2       | 11     |
| Starts               | 4      | 9      | 7          |             | 2       | 22     |
| Stand: 20. März 2011 |        |        |            |             |         |        |